# Dom handlowy „Domus”
Dom handlowy „Domus” (Dom meblowy „Domus”, Dom towarowy „Domus”) – modernistyczny dom towarowy znajdujący się w Łodzi przy ul. Piotrkowskiej 190, wzniesiony w latach 1963–1967 według projektu Jerzego Kurmanowicza i Heleny Kurmanowicz. 
Budynek powstał w miejscu istniejącej tu pierwotnie XIX-wiecznej kamienicy Jana Gwoździńskiego. Otwarto go 20 lipca 1967 r. Posiada 3 kondygnacje oraz minimalistyczną, przeszkloną bryłę. Jego projekt zdobył nagrodę III stopnia Ministra Budownictwa i Przemysłu Materiałów Budowlanych. Zgodnie ze Studium Uwarunkowań i Kierunków Zagospodarowania przestrzennego Łodzi, „Domus” jest traktowany jako Dobro Kultury Współczesnej i przeznaczony do ochrony.